# Гошчино
Гошчѝно (на полски: Gościno; на немски: Groß Jestin) е град в Северозападна Полша, Западнопоморско войводство, Колобжегски окръг. Административен център е на градско-селската Гошчинска община. Заема площ от 5,7 км2.

## География
Градът се намира в историческата област Померания. Разположен е на 16 километра южно от Колобжег и на 54 километра югозападно от Кошалин.

## История
В периода (1975 – 1998) селището е част от Кошалинското войводство.
На 1 януари 2011 г. получава градски права.

## Население
Населението му възлиза на 2433 души (2010). Гъстотата е 426,32 души/км2.